# Chefe de Gabinete da Casa Branca
O Chefe de Gabinete da Casa Branca (White House Chief of Staff) é uma autoridade do Governo dos Estados Unidos. Indicado diretamente pelo Presidente, o Chefe de Gabinete tem nível hierárquico equivalente ao de um membro do Gabinete, embora não integre formalmente esse grupo. O Chefe de Gabinete comanda o Gabinete Executivo do Presidente e o Gabinete da Casa Branca. Ele também é responsável por supervisionar as ações do staff da Casa Branca, gerenciar a agenda do Presidente e decidir quem tem permissão para se encontrar com o Presidente.
Por ser uma posição de alta relevância, o Chefe de Gabinete recebe o epíteto de "segundo homem mais poderoso de Washington".
O atual Chefe de Gabinete da Casa Branca é Susie Wiles, no governo do presidente Donald Trump. Assumiu o cargo em janeiro de 2025.

## Lista de Chefes de Gabinete da Casa Branca
| Nome               | Presidente        | Anos          |
| ------------------ | ----------------- | ------------- |
| John R. Steelman   | Harry Truman      | 1946–1952     |
| Sherman Adams      | Dwight Eisenhower | 1953–1958     |
| Wilton Persons     | Dwight Eisenhower | 1958–1961     |
| vago               | John F. Kennedy   | 1961–1963     |
| W. Marvin Watson   | Lyndon Johnson    | 1963–1968     |
| H. R. Haldeman     | Richard Nixon     | 1969–1973     |
| Alexander Haig     | Richard Nixon     | 1973–1974     |
| Donald Rumsfeld    | Gerald Ford       | 1974–1975     |
| Dick Cheney        | Gerald Ford       | 1975–1977     |
| vacante            | Jimmy Carter      | 1977–1979     |
| Hamilton Jordan    | Jimmy Carter      | 1979–1980     |
| Jack Watson        | Jimmy Carter      | 1980–1981     |
| James Baker        | Ronald Reagan     | 1981–1985     |
| Donald Regan       | Ronald Reagan     | 1985–1987     |
| Howard Baker       | Ronald Reagan     | 1987–1988     |
| Kenneth Duberstein | Ronald Reagan     | 1988–1989     |
| John H. Sununu     | George H. W. Bush | 1989–1991     |
| Samuel K. Skinner  | George H. W. Bush | 1991–1992     |
| James Baker        | George H. W. Bush | 1992–1993     |
| Mack McLarty       | Bill Clinton      | 1993–1994     |
| Leon Panetta       | Bill Clinton      | 1994–1997     |
| Erskine Bowles     | Bill Clinton      | 1997–1998     |
| John Podesta       | Bill Clinton      | 1998–2001     |
| Andrew Card        | George W. Bush    | 2001–2006     |
| Joshua B. Bolten   | George W. Bush    | 2006–2009     |
| Rahm Emanuel       | Barack Obama      | 2009–2010     |
| Pete Rouse         | Barack Obama      | 2010–2011     |
| William M. Daley   | Barack Obama      | 2011–2012     |
| Jack Lew           | Barack Obama      | 2012-2013     |
| Denis McDonough    | Barack Obama      | 2013-2017     |
| Reince Priebus     | Donald Trump      | 2017          |
| John F. Kelly      | Donald Trump      | 2017-2019     |
| Mick Mulvaney      | Donald Trump      | 2019-2020     |
| Mark Meadows       | Donald Trump      | 2020-2021     |
| Ron Klain          | Joe Biden         | 2021-2023     |
| Jeff Zients        | Joe Biden         | 2023-2025     |
| Susie Wiles        | Donald Trump      | 2025-presente |